# Форт-Пірс
Форт-Пірс (англ. Fort Pierce) — місто (англ. city) в США, в окрузі Сент-Люсі на заході штату Флорида, на узбережжі Мексиканської затоки Атлантичного океану. Західне передмістя Тампи. Населення — 47 297 осіб (2020); агломерації — 406 296 осіб (2009 рік); конурбації Порт-Сент-Люсі-Сібастіан-Віро-Біч — 541 463 особи (2009 рік)..

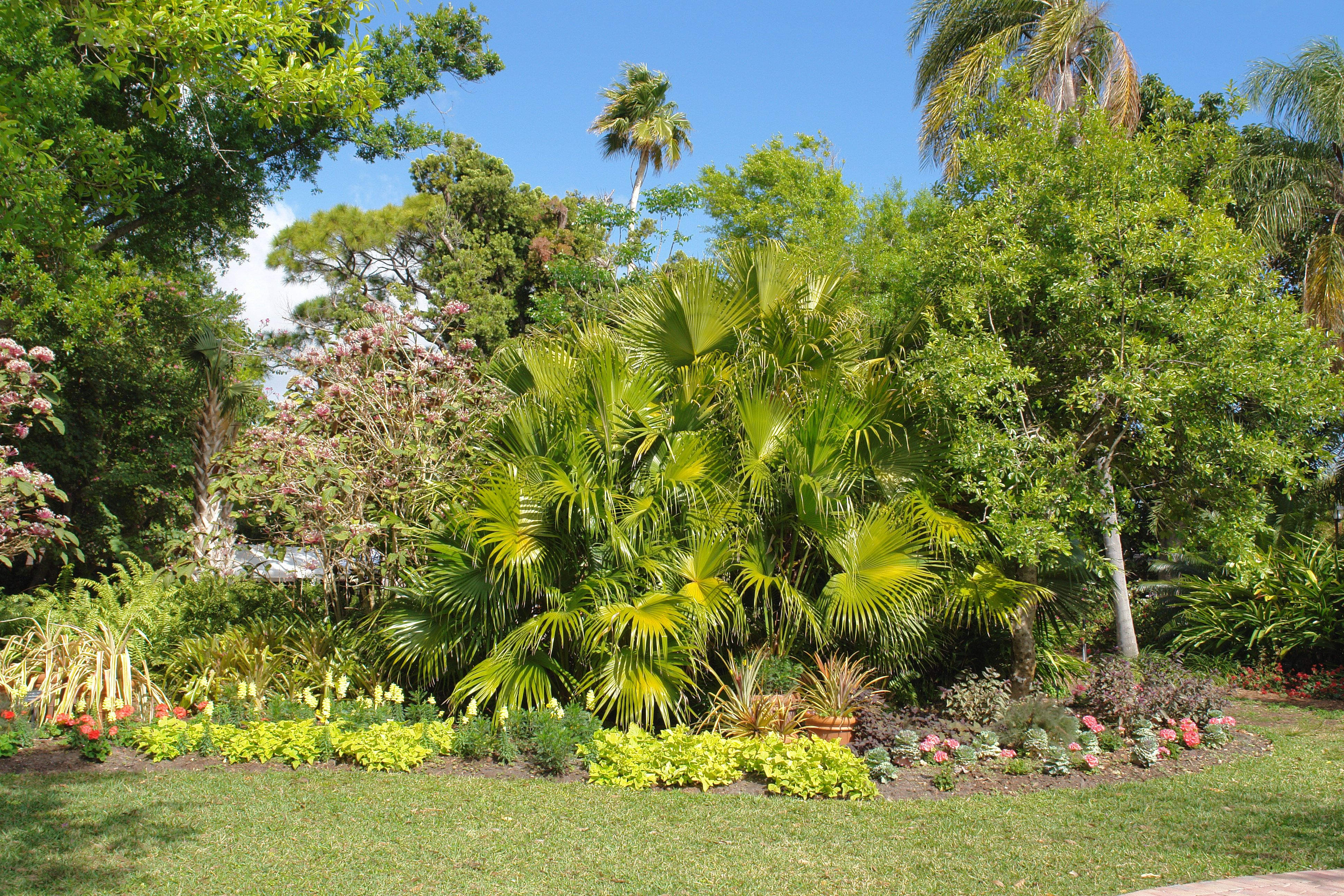
Форт-Пірський ботанічний сад

У місті мешкає чеський гаківець Ладислав Карабін.

## Географія
Форт-Пірс розташований за координатами 27°25′49″ пн. ш. 80°20′9″ зх. д. / 27.43028° пн. ш. 80.33583° зх. д. (27.430257, -80.335924).  За даними Бюро перепису населення США в 2010 році місто мало площу 68,67 км², з яких 53,27 км² — суходіл та 15,39 км² — водойми. В 2017 році площа становила 75,66 км², з яких 60,26 км² — суходіл та 15,40 км² — водойми.

### Клімат
| Клімат : Форт-Пірс                | Клімат : Форт-Пірс | Клімат : Форт-Пірс | Клімат : Форт-Пірс | Клімат : Форт-Пірс | Клімат : Форт-Пірс | Клімат : Форт-Пірс | Клімат : Форт-Пірс | Клімат : Форт-Пірс | Клімат : Форт-Пірс | Клімат : Форт-Пірс | Клімат : Форт-Пірс | Клімат : Форт-Пірс | Клімат : Форт-Пірс |
| Показник                          | Січ.               | Лют.               | Бер.               | Квіт.              | Трав.              | Черв.              | Лип.               | Серп.              | Вер.               | Жовт.              | Лист.              | Груд.              | Рік                |
| Середній максимум, °C             | 22,3               | 23,3               | 24,9               | 26,8               | 29,3               | 31,1               | 32,1               | 31,9               | 31,1               | 29,0               | 25,9               | 23,3               | 27,6               |
| Середній мінімум, °C              | 11,1               | 12,4               | 14,2               | 16,7               | 20,5               | 22,8               | 23,3               | 23,5               | 23,3               | 20,7               | 16,3               | 12,9               | 18,2               |
| Норма опадів, мм                  | 60                 | 78                 | 93                 | 73                 | 96                 | 145                | 153                | 190                | 195                | 138                | 91                 | 54                 | 1366               |
| --------------------------------- | ------------------ | ------------------ | ------------------ | ------------------ | ------------------ | ------------------ | ------------------ | ------------------ | ------------------ | ------------------ | ------------------ | ------------------ | ------------------ |
| Джерело: National Weather Service |                    |                    |                    |                    |                    |                    |                    |                    |                    |                    |                    |                    |                    |

## Демографія
Згідно з переписом 2010 року, у місті мешкало 41 590 осіб у 15 850 домогосподарствах у складі 9669 родин. Густота населення становила 606 осіб/км².  Було 21357 помешкань (311/км²).
Расовий склад населення:
| - 45,3 % — білих - 40,9 % — чорних або афроамериканців - 0,9 % — азіатів - 0,6 % — корінних американців - 0,1 % — вихідців з тихоокеанських островів - 9,6 % — осіб інших рас |

До двох чи більше рас належало 2,7 %. Частка іспаномовних становила 21,6 % від усіх жителів.
За віковим діапазоном населення розподілялося таким чином: 25,9 % — особи молодші 18 років, 58,9 % — особи у віці 18—64 років, 15,2 % — особи у віці 65 років та старші. Медіана віку мешканця становила 35,7 року. На 100 осіб жіночої статі у місті припадало 97,3 чоловіків;  на 100 жінок у віці від 18 років та старших — 94,4 чоловіків також старших 18 років.
Середній дохід на одне домашнє господарство  становив 41 287 доларів США (медіана — 25 635), а середній дохід на одну сім'ю — 47 455 доларів (медіана — 31 239). Медіана доходів становила 32 019 доларів для чоловіків та 26 461 долар для жінок. За межею бідності перебувало 36,6 % осіб, у тому числі 52,2 % дітей у віці до 18 років та 15,5 % осіб у віці 65 років та старших.
Цивільне працевлаштоване населення становило 14 841 особа. Основні галузі зайнятості: освіта, охорона здоров'я та соціальна допомога — 22,8 %, мистецтво, розваги та відпочинок — 15,4 %, роздрібна торгівля — 14,3 %.